# Flash és a Ronkok
A Flash és a Ronkok (eredeti cím: Bienvenue chez les Ronks!) 2016 és 2017 között futott francia 2D-s számítógép animációs televíziós vígjátéksorozat, amelyet Olivier Jean-Marie alkotott.
A sorozatot Franciaországban 2016. október 17-én, míg Magyarországon a Disney Channel mutatta be 2016. november 7-én.

## Szereplők

### Főszereplők
| Szereplő | Francia hang       | Angol hang                                       | Magyar hang       | Leírás                                              |
| -------- | ------------------ | ------------------------------------------------ | ----------------- | --------------------------------------------------- |
| Mila     | Kaycie Chase       | Nika Futterman (pilot) Jessica DiCicco (sorozat) | Szűcs Anna Viola  | Egy kislány, aki Walter unokahúga.                  |
| Walter   | Damien Boisseau    | Rino Romano (pilot) Scott Whyte (sorozat)        | Schneider Zoltán  | Egy ősember, aki Mila bácsikája és Flash társa      |
| Flash    | Sébastien Desjours | Tom Kenny                                        | Karácsonyi Zoltán | Egy kék földönkívüli, aki kütyüt használ a kezében. |

### Mellékszereplők
| Szereplő  | Francia hang        | Angol hang                                              | Magyar hang     | Leírás                  |
| --------- | ------------------- | ------------------------------------------------------- | --------------- | ----------------------- |
| Mormagnon | Éric Métayer        | Charles Adler                                           | Dányi Krisztián | A sorozat gonosztevője. |
| Mama      | Colette 'Coco' Noël | Cree Summer                                             | Balogh Anna     | Törzsfőnök.             |
| Godzi     | N/A                 | Dee Bradley Baker (1-12. rész) Billy West (13-52. rész) | Eredeti hang    | Mormagnon házi gyíkja.  |
| Maark     | N/A                 | N/A                                                     | Vass Gábor      | ?                       |

## Epizódok
| #   | Eredeti cím                | Magyar cím            | Angol premier      | Magyar premier       |
| --- | -------------------------- | --------------------- | ------------------ | -------------------- |
| 0.  | Welcome to the Ronks!      |                       | 2016. július 3.    |                      |
| 1.  | Crash and Learn            | Zuhanj és tanulj!     | 2016. október 17.  | 2016. november 7.    |
| 1.  | Taming of the Gnu          | A gnú megszelídítése  | 2016. október 18.  | 2016. november 8.    |
| 2.  | The Wheel of Misfortune    | Szerencsétlenségkerék | 2016. október 19.  | 2016. november 9.    |
| 2.  | A Good Connection          | Egy jó kapcsolat      | 2016. október 20.  | 2016. november 10.   |
| 3.  | Game On                    | Sport                 | 2016. október 21.  | 2016. november 11.   |
| 3.  | Rubber Age                 | Gumikor               | 2016. november 6.  | 2016. november 12.   |
| 4.  | HumonGorilla               | Gigagorilla           | 2016. november 22. | 2016. november 13.   |
| 4.  | No Shoes is Good Shoes     | A nem cipő jó cipő    | 2016. november 23. | 2016. november 14.   |
| 5.  | Mod-Cons                   | Modern otthon         | 2016. november 24. | 2016. november 15.   |
| 5.  | Blue Genes                 | Kék gének             | 2016. november 25. | 2016. november 16.   |
| 6.  | The Ronk Race              | A ronkverseny         | 2016. november 28. | 2016. november 17.   |
| 6.  | Go Your Own Way            | Járd a magad útját    | 2016. november 29. | 2016. november 18.   |
| 7.  | The Flying Dodo            | A repülő dodó         | 2016. november 30. | 2016. november 19.   |
| 7.  | Hold back The Night        | Fény az éjszakában    | 2016. december 1.  | 2016. november 20.   |
| 8.  | Flash A Smile              | Nagy mosoly           | 2016. december 2.  | 2016. november 21.   |
| 8.  | No Tech Flash              | Kütyümentes Flash     | 2016. december 12. | 2016. november 22.   |
| 9.  | Intergalactic Star         | Intergalaktikus sztár | 2016. december 13. | 2016. november 23.   |
| 9.  | Stuck On You               | Ragaszkodás           | 2016. december 14. | 2016. november 24.   |
| 10. | Waterproof                 | Tóalattjáró           | 2016. december 15. | 2016. november 25.   |
| 10. | I smell a hat              | A jelmeztolvaj        | 2016. december 16. | 2016. november 26.   |
| 11. | Little Ronks of Horror     | Horrormesék           | 2017 január 25.    | 2016. november 27.   |
| 11. | Turn Up the Heat           | Fűtsünk be!           | 2017 január 25.    | 2017. május 15.      |
| 12. | The Inspection             | Az ellenőrzés         | 2017 január 26.    | 2017. május 16.      |
| 12. | Ronks and Relaxation       | Ronk és relax         | 2017 január 26.    | 2017. május 17.      |
| 13. | Birthday Bashed            | Kisöcsi               | 2017 január 27.    | 2017. május 18.      |
| 13. | The Ronks Hit the Slopes   | Nem mondod komolyan?  | 2017 január 27.    | 2017. május 19.      |
| 14. | Seven Clicks from Disaster | Majdnem katasztrófa   | 2017 január 30.    | 2017. május 22.      |
| 14. | Stealing the Show          | Szemfényvesztő        | 2017 január 30.    | 2017. május 23.      |
| 15. | Baby Brother               | Tavaszi nagytakarítás | 2017 január 31.    | 2017. május 24.      |
| 15. | You Can't Be Serious       | Szemfényvesztő        | 2017 január 31.    | 2017. május 25.      |
| 16. | Jurassic Flashback         | Őskori leletek        | 2017 február 1.    | 2017. május 26.      |
| 16. | Godzi Said So!             | Godzi megmondja       | 2017 február 1.    | 2018. szeptember 17. |
| 17. | Take It to the Field       | Játsszuk le!          | 2017 február 3.    | 2018. szeptember 18. |
| 17. | Stormy Weather             | Esős évszak           | 2017 február 3.    | 2018. szeptember 18. |
| 18. | Body Swap                  | Testcsere             | 2017 június 12.    | 2018. szeptember 19. |
| 18. | Growing Pains              | Nőj nagyra!           | 2017 június 12.    | 2018. szeptember 19. |
| 19. | No Laughing Matter         | Kész röhej            | 2017 június 13.    | 2018. szeptember 20. |
| 19. | Mila's Mutiny              | Mila lázadása         | 2017 június 13.    | 2018. szeptember 20. |
| 20. | Good Walt Hunting          | Walt változása        | 2017 június 14.    | 2018. szeptember 21. |
| 20. | Fashion Victims            | A divat áldozatai     | 2017 június 14.    | 2018. szeptember 21. |
| 21. | No More Magnon             | Mormagnon száműzetése | 2017 június 15.    | 2018. szeptember 22. |
| 21. | Substitute Mama            | Pótmama               | 2017 június 15.    | 2018. szeptember 22. |
| 22. | Out to Lunch               | Zabagép               | 2017 június 16.    | 2018. szeptember 23. |
| 22. | The First Ronk in Space    | Az első Ronk az űrben | 2017 június 16.    | 2018. szeptember 23. |
| 23. | Thirst and Furious         | A víz őre             | 2017 június 19.    | 2018. szeptember 24. |
| 23. | Love Coach                 | Szerelmi tanácsadó    | 2017 június 19.    | 2018. szeptember 24. |
| 24. | Flash, You're Fired!       | Ki vagy rúgva, Flash! | 2017 június 20.    | 2018. szeptember 25. |
| 24. | The Great Unwashed         | Koszcsomók            | 2017 június 20.    | 2018. szeptember 25. |
| 25. | See No Evil                | A láthatatlan vadász  | 2017 június 21.    | 2018. szeptember 26. |
| 25. | Think, Walter, Think!      | Gondolkodj Walter!    | 2017 június 21.    | 2018. szeptember 26. |
| 26. | Uber Mormagnon             | Mindentudó Mormagnon  | 2017 június 22.    | 2018. szeptember 27. |
| 26. | The Legend of Santug Kroyd | MikulaKroyd legendája | 2017 június 22.    | 2018. szeptember 27. |

## Jegyzerek
1. 1 2 3 4 5 6 7 8 9 10 11 12 13 14 15 16 17 18 19 20 21 22  A Disney Csatorna novemberi újdonságai. Mentrum. [2021. október 20-i dátummal az eredetiből archiválva]. (Hozzáférés: 2021. október 20.)
2. 1 2  Rolling with the Ronks! Series Cast (angol nyelven). IMDb
3. 1 2  A Flash és a Ronkok: a sorozat szinkronhangjai. Gyerek-Világ, 2016. november 13.
4. ↑  Welcome to the Ronks! (pilot) - Youtube
5. 1 2 3 4 5 6 7 8 9 10  A Disney Csatorna májusi újdonságai. Mentrum. (Hozzáférés: 2021. szeptember 24.)
6. 1 2 3 4 5 6 7 8 9 10 11  A Disney Csatorna szeptemberi újdonságai. Mentrum. (Hozzáférés: 2021. október 8.)